# Épineau-les-Voves
Épineau-les-Voves település Franciaországban, Yonne megyében. Lakosainak száma 711 fő (2022. január 1.). Épineau-les-Voves Laroche-Saint-Cydroine, Champlay, Charmoy és Valravillon községekkel határos.

## Népesség
A település népességének változása:
| Lakosok száma | 708  | 720  | 745  | 742  | 742  | 742  | 740  | 726  | 711  |
|               | 2013 | 2015 | 2016 | 2017 | 2018 | 2019 | 2020 | 2021 | 2022 |